# Рудий Орм
Рудий Орм (оригінальна назва швед. «Röde Orm», досл. «Рудий Змій») — роман шведського письменника Франца Гуннара Бенгсстона, є однією з найбільш читаних книг у всьому світі. Роман є пародією на класичні вікінгські романи, написаний в 1941–1945 рр., 1943 року вперше виданий англійською.
В романі описані неймовірні пригоди Рудого Орма: його полон, рабство у халіфа Кордови, робота гребцем на галерах, прийняття християнства, звільнення, одруження з дочкою конунга Харальда і під кінець — пошуки скарбу біля дніпровських порогів. Поряд з вигаданими персонажами, до яких належить і Рудий Орм, в романі присутні також історичні персонажі, такі як король Гаральд Синьозубий, воєначальник Якуб аль-Мансур тощо.
Текст роману блискуче стилізований під норвезькі і ісландські саги, тому містить мінімум метафор, складних синтаксичних конструкцій і діалогів, але стилізація виконана дотепно і з гумором.

## Екранізації
- Довгі кораблі (англ. The Long Ships). Фільм 196З р. Югославія, Велика Британія.